# Мінералізація природних вод
Мінераліза́ція приро́дних вод (рос. минерализация природных вод; англ. salinity of subsurface water; нім. Mineralisierung f der Naturwasser) — сумарний вміст усіх виявлених при хімічному аналізі води мінеральних речовин; звичайно виражається в мг/дм3 (до 1000 мг/дм3) і в проміле (тисячна частка) — ‰ (понад 1000 мг/дм3), а також в г/л.
В океанологічній практиці замість терміна «Мінералізація природних вод» вживається термін «солоність морської води».
За ступенем мінералізації усі природні води поділяються на чотири групи:
- прісні, з загальною мінералізацією до 1 г/дм³;
- солонуваті — 1-10 г/дм³;
- солоні — 10-50 г/дм³;
- ропа — понад 50 г/дм³.

У прісних водах мінералізація на 90-95 % формується за рахунок основних іонів: аніонів - гідрокарбонатів, сульфатів, хлоридів; катіонів - кальцію, магнію, натрію, калію. У високомінералізованих водах їхня частка досягає 99 %.
Прісні води (поверхневі, підземні) - важливе джерело господарсько-питного водопостачання населення у всьому світі.
Мінералізація води всіх великих річок України та світу знаходиться в межах до 1 г/дм³, тобто вода прісна.
Середня солоність Світового океану становить 35 ‰ (35 г/дм³).
За мінералізацією підземні води поділяються зазвичай на прісні (менше 1 г/дм³), високомінералізовані або солоні (від 1 до 35 г/дм³) і розсоли (понад 35 г/дм³). Існують й інші градації. Для вод нафтогазових родовищ характерний широкий діапазон зміни мінералізації природних вод (від 5 до 400 г/дм³ і вище).